# Ole Rømer Aagaard Sandberg (politiker)
Ole Rømer Aagaard Sandberg, född den 21 juli 1900 i Furnes, död den 26 augusti 1985, var en norsk politiker (Sp) och  agronom. 
Sandberg var stortingsrepresentant från Hedmark 1958-1965. Han var son till kaptenen och stortingsmannen Ole Rømer Aagaard Sandberg (1865-1925) och Hanna Krag (1870-1963). 
Han hade artium från 1919, och examen från Norges landbrukshøgskole 1925. Han arbetade som förman inom lantbruket 1925-35 och drev egen gård 1935-1961. 
Han var medlem av Furnes kommunstyrelse 1934-59, ordförande för Hedmark Bondelag 1951-1953, ordförande för Norges Bondelag 1951-1955 och hedersledamot av Norges Bondelag från 1971.